# Paul Apak Angilirq
Paul Apak Angilirq (* 1954 in Kanada; † Dezember 1998 in Kanada) war ein Drehbuchautor und Filmproduzent. Er gehörte zur Volksgruppe der Inuit.

## Leben
Angilirq begann 1978, gefördert durch die kanadische Regierung, das Filmhandwerk zu erlernen. Bei der 1981 gegründeten Inuit Broadcasting Corporation wurde er einer der ersten Filmproduzenten seines Volksstammes und erhielt 1992 einen Special Recognition Award dieses Fernsehsenders. Er filmte Expeditionen in Grönland und durch die Beringstraße.
Paul Apak Angilirq verfasste das Drehbuch zu Atanarjuat – Die Legende vom schnellen Läufer (Atanarjuat – The Fast Runner) (2001). Zacharias Kunuk produzierte den Film und führte Regie. Es ist der erste kanadische Spielfilm, der von Inuit geschrieben, produziert, inszeniert und gespielt wurde. Angilirq war Vizepräsident und Mitbegründer der Filmproduktionsfirma Isuma und produzierte gemeinsam mit Anderen diesen Film. Noch vor Beendigung des Films starb er an Krebs.
2002 gewann Paul Apak Angilirq für das Beste Drehbuch und den Besten Film (geteilt mit anderen) posthum zwei Genie Awards für Atanarjuat – Die Legende vom schnellen Läufer.